# Heisman Trophy

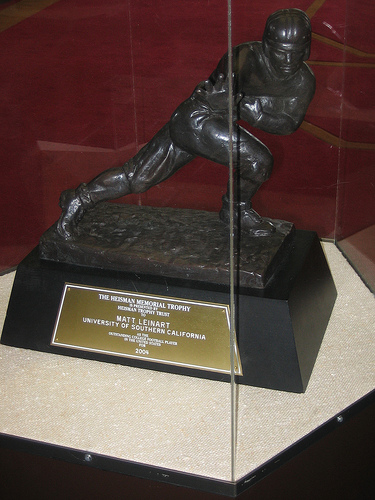
Die Heisman Trophy 2004 für Matt Leinart

Die Heisman Trophy ist die Auszeichnung der National Collegiate Athletic Association (NCAA) für den besten Spieler im College Football in den Vereinigten Staaten. Sie wird seit 1935 jährlich verliehen.

## Geschichte
Benannt wurde die Auszeichnung nach dem ehemaligen College Coach und Vorsitzenden des Downtown Athletic Clubs John W. Heisman. Verliehen wurde der Pokal bis 2002 im Downtown Athletic Club in Manhattan, New York. Seither wird der Preis im Yale Club in Manhattan verliehen. Einziger Spieler, der die Trophäe zweimal gewinnen konnte, ist der Runningback Archie Griffin von den Ohio State Buckeyes (1974, 1975).
Einer der berühmtesten Preisträger ist der ehemalige Footballspieler O. J. Simpson, der Anfang der 1990er Jahre wegen Mordes an seiner Frau angeklagt und freigesprochen wurde.

## Preisträger
| Jahr | Preisträger        | Hochschule     | Spielposition            |
| ---- | ------------------ | -------------- | ------------------------ |
| 1935 | Jay Berwanger      | Chicago        | Runningback              |
| 1936 | Larry Kelley       | Yale           | End                      |
| 1937 | Clint Frank        | Yale           | Runningback              |
| 1938 | Davey O’Brien      | TCU            | Quarterback              |
| 1939 | Nile Kinnick       | Iowa           | Runningback              |
| 1940 | Tom Harmon         | Michigan       | Runningback              |
| 1941 | Bruce Smith        | Minnesota      | Runningback              |
| 1942 | Frank Sinkwich     | Georgia        | Runningback              |
| 1943 | Angelo Bertelli    | Notre Dame     | Quarterback              |
| 1944 | Les Horvath        | Ohio State     | Quarterback/Runningback  |
| 1945 | Doc Blanchard      | Army           | Runningback              |
| 1946 | Glenn Davis        | Army           | Runningback              |
| 1947 | Johnny Lujack      | Notre Dame     | Quarterback              |
| 1948 | Doak Walker        | SMU            | Runningback              |
| 1949 | Leon Hart          | Notre Dame     | End                      |
| 1950 | Vic Janowicz       | Ohio State     | Runningback              |
| 1951 | Dick Kazmaier      | Princeton      | Runningback              |
| 1952 | Billy Vessels      | Oklahoma       | Runningback              |
| 1953 | Johnny Lattner     | Notre Dame     | Runningback              |
| 1954 | Alan Ameche        | Wisconsin      | Runningback              |
| 1955 | Howard Cassady     | Ohio State     | Runningback              |
| 1956 | Paul Hornung       | Notre Dame     | Quarterback              |
| 1957 | John David Crow    | Texas A&M      | Runningback              |
| 1958 | Pete Dawkins       | Army           | Runningback              |
| 1959 | Billy Cannon       | LSU            | Runningback              |
| 1960 | Joe Bellino        | Navy           | Runningback              |
| 1961 | Ernie Davis        | Syracuse       | Runningback              |
| 1962 | Terry Baker        | Oregon State   | Quarterback              |
| 1963 | Roger Staubach     | Navy           | Quarterback              |
| 1964 | John Huarte        | Notre Dame     | Quarterback              |
| 1965 | Mike Garrett       | USC            | Runningback              |
| 1966 | Steve Spurrier     | Florida        | Quarterback              |
| 1967 | Gary Beban         | UCLA           | Quarterback              |
| 1968 | O. J. Simpson      | USC            | Runningback              |
| 1969 | Steve Owens        | Oklahoma       | Runningback              |
| 1970 | Jim Plunkett       | Stanford       | Quarterback              |
| 1971 | Pat Sullivan       | Auburn         | Quarterback              |
| 1972 | Johnny Rodgers     | Nebraska       | Wide Receiver            |
| 1973 | John Cappelletti   | Penn State     | Runningback              |
| 1974 | Archie Griffin     | Ohio State     | Runningback              |
| 1975 | Archie Griffin     | Ohio State     | Runningback              |
| 1976 | Tony Dorsett       | Pittsburgh     | Runningback              |
| 1977 | Earl Campbell      | Texas          | Runningback              |
| 1978 | Billy Sims         | Oklahoma       | Runningback              |
| 1979 | Charles White      | USC            | Runningback              |
| 1980 | George Rogers      | South Carolina | Runningback              |
| 1981 | Marcus Allen       | USC            | Runningback              |
| 1982 | Herschel Walker    | Georgia        | Runningback              |
| 1983 | Mike Rozier        | Nebraska       | Runningback              |
| 1984 | Doug Flutie        | Boston College | Quarterback              |
| 1985 | Bo Jackson         | Auburn         | Runningback              |
| 1986 | Vinny Testaverde   | Miami          | Quarterback              |
| 1987 | Tim Brown          | Notre Dame     | Wide Receiver            |
| 1988 | Barry Sanders      | Oklahoma State | Runningback              |
| 1989 | Andre Ware         | Houston        | Quarterback              |
| 1990 | Ty Detmer          | BYU            | Quarterback              |
| 1991 | Desmond Howard     | Michigan       | Wide Receiver            |
| 1992 | Gino Torretta      | Miami          | Quarterback              |
| 1993 | Charlie Ward       | Florida State  | Quarterback              |
| 1994 | Rashaan Salaam     | Colorado       | Runningback              |
| 1995 | Eddie George       | Ohio State     | Runningback              |
| 1996 | Danny Wuerffel     | Florida        | Quarterback              |
| 1997 | Charles Woodson    | Michigan       | Defensive Back           |
| 1998 | Ricky Williams     | Texas          | Runningback              |
| 1999 | Ron Dayne          | Wisconsin      | Runningback              |
| 2000 | Chris Weinke       | Florida State  | Quarterback              |
| 2001 | Eric Crouch        | Nebraska       | Quarterback              |
| 2002 | Carson Palmer      | USC            | Quarterback              |
| 2003 | Jason White        | Oklahoma       | Quarterback              |
| 2004 | Matt Leinart       | USC            | Quarterback              |
| 2005 | Reggie Bush        | USC            | Runningback              |
| 2006 | Troy Smith         | Ohio State     | Quarterback              |
| 2007 | Tim Tebow          | Florida        | Quarterback              |
| 2008 | Sam Bradford       | Oklahoma       | Quarterback              |
| 2009 | Mark Ingram Jr.    | Alabama        | Runningback              |
| 2010 | Cam Newton         | Auburn         | Quarterback              |
| 2011 | Robert Griffin III | Baylor         | Quarterback              |
| 2012 | Johnny Manziel     | Texas A&M      | Quarterback              |
| 2013 | Jameis Winston     | Florida State  | Quarterback              |
| 2014 | Marcus Mariota     | Oregon         | Quarterback              |
| 2015 | Derrick Henry      | Alabama        | Runningback              |
| 2016 | Lamar Jackson      | Louisville     | Quarterback              |
| 2017 | Baker Mayfield     | Oklahoma       | Quarterback              |
| 2018 | Kyler Murray       | Oklahoma       | Quarterback              |
| 2019 | Joe Burrow         | LSU            | Quarterback              |
| 2020 | DeVonta Smith      | Alabama        | Wide Receiver            |
| 2021 | Bryce Young        | Alabama        | Quarterback              |
| 2022 | Caleb Williams     | USC            | Quarterback              |
| 2023 | Jayden Daniels     | LSU            | Quarterback              |
| 2024 | Travis Hunter      | Colorado       | Cornerback/Wide Receiver |

## Kritik
Kritik bei der Vergabe der Heisman Trophy wird gegen die starke Bevorzugung von Spielern aus Power Five Conferences geäußert. So gewann zuletzt 1990 mit Ty Detmer ein Spieler eines Group-of-Five-Team. Er konnte in diesem Jahr trotz des Aufstellens von 42 neuen NCAA-Rekorden und dem Einstellen von fünf weiteren nur 43 % der Stimmen auf sich ziehen.